# J. J. Williams
John James Williams (Maesteg, 1 de abril de 1948 - 29 de octubre de 2020) fue un rugbista galés que jugaba en la posición de wing.

## Selección nacional
Fue convocado a la selección galesa de rugby por primera vez en marzo de 1973 para enfrentarse a la selección francesa y fue uno de los integrantes del famoso seleccionado que dominó Europa en los años 70 y jugó su último partido en marzo de 1979 ante la selección inglesa. En total jugó, 30 partidos y marcó doce ensayos, con un total de 48 puntos (un ensayo valía 4 puntos hasta 1992).

## Leones Británicos
Fue seleccionado a los British and Irish Lions para integrar el equipo que disputó la polémica gira a Sudáfrica 1974 donde jugó todos test-matches ante los Springboks y fue el mayor anotador de ensayos.
Tres años después, nuevamente formó parte del equipo que partió de gira a Nueva Zelanda en 1977, donde jugó tres de los cuatro test–matches contra los All Blacks y les marcó un ensayo.

## Palmarés
- Campeón de la Copa de Gales de Rugby de 1973, 1974, 1975 y 1976.